# 제7항공통신전대
제7항공통신전대(第七航空通信戰隊, ROKAF 7th Airforce Communication Service Group)는 대한민국 공군본부 산하 독립 항공 통신 전대이다.
1955년 10월에 제7항로보안단으로 창설되어 포괄적인 항공통신 임무를 수행하였고, 1995년에 이르러 부대의 해체 후 축소 및 개편을 거쳐 현재의 부대로 재창설되었다. 경기도 평택시 캠프 험프리스에 본부를 두고 있다.

## 개요
전신인  제7항로보안단은 항로 관제 통신 · 장거리 통신 · 통신 중건설 · 기상 등의 방대한 업무를 관장하였으나, 본 부대가 보유하고 있던 조직, 기능이 단계적으로 공군작전사령부와 각 비행단으로 예속, 변경되고 여러 정부 부처로 이관되면서 장거리 이동 통신 지원, 통신 중건설 등의 분야를 핵심으로 담당하는 부대로 축소 개편되면서 현재의 부대로 이어지고 있다.

## 임무
공군 유일의 정보통신 주 임무 수행부대로서 항공 작전, 훈련 및 공군 주요 행사에 전술이동 · 위성통신장비 · 항행안전시설 관리 · 통신 건설/지원 · 전파 관리 그리고 사이버전 등의 전투부대 지원을 수행하고 있으며, 위성통신장비 도입 및 전력화로 항공우주력 건설에 이바지 하고 있다. 이에 따라 전통적으로 정보 통신 특기가 전대장을 맡고 있다.

## 연혁
- 1955년 10월 대구에 기지를 두고 제7항로보안단 창설
- 1969년 2월  단본부가 평택기지로 이동
- 1986년 8월  아시안게임의 통신과 항공관제 지원
- 1988년 8월  서울올림픽의 통신과 항공관제 성공적 지원으로 부대역량 과시
- 1991년 2월  걸프전쟁의 통신지원
- 1995년 3월  제70중앙항로관제전대의 항로관제업무를 건설교통부로 이관
- 1995년 10월 제7항로보안단이 제7항공통신전대로 개편돼 창설
- 2005년 8월  사이버기술통제실 신설
- 2007년 10월 위성통신중대 신설
- 2011년 6월  주파수관리통제실 신설
- 2012년 3월  핵안보 정상회의 정보통신 지원

## 편성
- 전대 본부
- 전술이동통신대대
- 통신전자정비대대
- 기지지원대대

## 참고
- 이석종 (2012년 3월 23일). “[부대열전] 공군7항공통신전대”. 국방일보. 2015년 10월 16일에 확인함.